# Clara Schöne
Clara Schöne (* 6. Juli 1993 in Gräfelfing) ist eine ehemalige deutsche Fußballspielerin. Seit Sommer 2024 ist sie Co-Trainerin der FC Bayern Frauen.

## Karriere

### Vereine
Clara Schöne begann siebenjährig bei Deutsche Jugendkraft Würmtal mit dem Fußballspielen, blieb dort bis zum elften Lebensjahr, wechselte anschließend zum Sportverein Planegg-Krailling und nach zwei Spielzeiten, 2006, in die Jugendabteilung des FC Bayern München.
13-jährig saß sie am 16. September 2006 bereits auf der Ersatzbank beim 14:0-Sieg im Heimspiel der Bayernliga-Süd-Partie gegen den SV Schechen. Ihr Debüt in dieser Spielklasse gab sie am 22. September 2006 (2. Spieltag) beim 6:0-Sieg im Heimspiel gegen den FFC Wacker München, als sie in der 78. Minute für Natalie Kommenter eingewechselt wurde. Bis zum 10. November 2007 (7. Spieltag) folgten zwölf weitere Begegnungen, in denen sie allerdings torlos blieb.
Vom 30. März bis 31. Mai 2008 nahm sie an sechs Spielen um die Bayerische Meisterschaft teil und agierte einmal, am 21. September 2008 beim 8:0-Erfolg im Auswärtsspiel gegen den FC Ingolstadt 04, in der Bezirksoberliga. Nach sechs Bayernligaspielen vom 28. September bis 15. November 2008, spielte sie vom 28. März bis 16. Mai 2009 erneut um die Bayerische Meisterschaft mit.
In den darauf folgenden zwölf Bayernligaspielen (12. September 2009 bis 8. Mai 2010) erzielte sie 16 Tore, darunter fünf im letzten Spiel beim 10:0-Sieg im Heimspiel gegen den JFG Mainfranken Würzburg.
Nachdem sie vom 14. April bis 3. Oktober 2010 sechs Ligaspiele in der 2. Bundesliga Süd für die 2. Mannschaft bestritten hatte, spielte sie erstmals am 10. Oktober 2010 (9. Spieltag) bei der 1:2-Niederlage im Auswärtsspiel gegen den Hamburger SV in der Bundesliga.
Ferner kam sie 2010/11 dreimal im DFB-Pokal zum Einsatz. Zum Saisonausklang, am 28. Mai 2012 (22. Spieltag), erzielte sie beim 4:1-Sieg im Heimspiel gegen den Hamburger SV mit dem Treffer zum zwischenzeitlichen 1:0 in der 27. Minute ihr erstes Bundesligator.
Am 1. Juni 2014 verkündete sie Weggang zum Saisonende 2013/14 und wurde, mit neun anderen Spielerinnen im Sportpark Aschheim vor dem letzten Heimspiel der Frauen, verabschiedet. Nach acht Jahren beim FC Bayern München, verkündete sie am 18. Juni 2014 ihren Wechsel zum Ligarivalen SC Freiburg. Anfang Juli 2020 beendete Schöne ihre aktive Laufbahn aufgrund von Knieproblemen.

### Nationalmannschaft
Schöne debütierte in der U-19-Nationalmannschaft am 23. Februar 2011 in Nettetal beim 2:0-Sieg gegen die Auswahlmannschaft der Niederlande, als sie für Nadine Rolser zur zweiten Halbzeit eingewechselt wurde.
Mit der U-19-Nationalmannschaft bestritt sie zudem drei Spiele in der Zweiten Qualifikationsrunde zur U-19-Europameisterschaft, deren Endrunde allerdings nach den beiden 2:0-Siegen gegen die Auswahlmannschaften Polens am 31. März 2012 in Eskilstuna und Nordirlands am 2. April 2012 in Västerås mit der 0:1-Niederlage gegen die Auswahl Schwedens am 5. April 2012 in Västerås nicht erreicht wurde.
Für die U-20-Nationalmannschaft debütierte sie am 25. Oktober 2011 in Bitburg beim 4:0-Sieg gegen die Auswahlmannschaft Belgiens, als sie zur zweiten Halbzeit für Kathrin Hendrich eingewechselt wurde.
Ihr letztes Länderspiel bestritt sie am 15. Juli 2012 in Aschaffenburg beim 5:0-Sieg gegen die Auswahlmannschaft Norwegens.

## Erfolge
- DFB-Pokal-Sieger 2012 (mit dem FC Bayern München), -Finalist 2019 (mit dem SC Freiburg)
- Bundesliga-Cup-Sieger 2011
- Zweite der B-Jugendmeisterschaft 2008
- U15-Länderpokal-Sieger 2008[10]